# Chapultepec (estación)
Chapultepec es una de las estaciones que forman parte del Metro de la Ciudad de México. Es la terminal provisional poniente de la Línea 1. Se ubica al poniente de la Ciudad de México, en el límite de las alcaldías Cuauhtémoc y Miguel Hidalgo.

## Información general

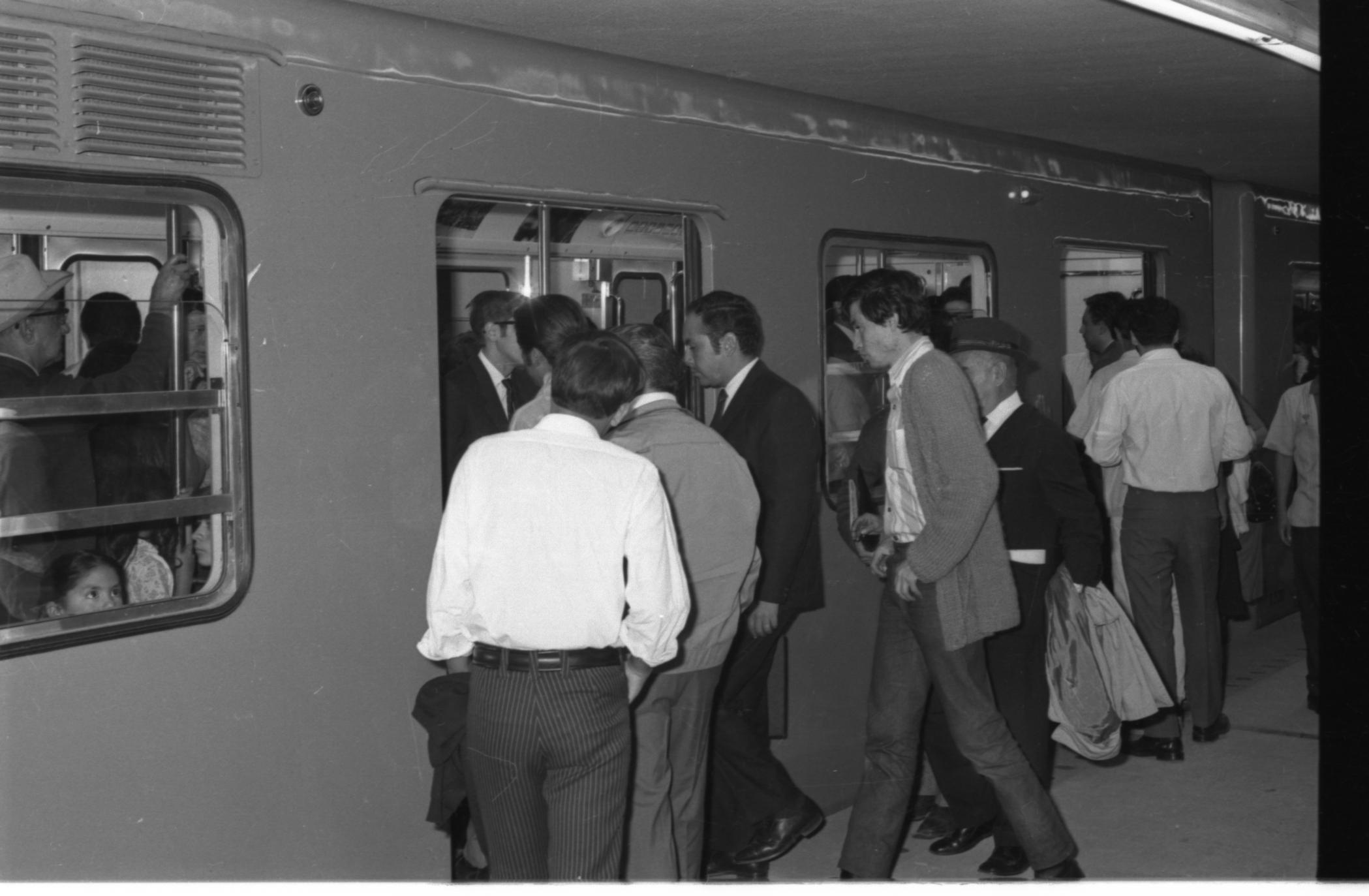
Pasajeros en la estación el primer día de funcionamiento de la misma, 5 de septiembre de 1969.

Toma su nombre por encontrarse al lado del Bosque de Chapultepec, el parque urbano más grande de la ciudad. Su logotipo representa un chapulín, en referencia al topoglifo del Chapultepec y que significa Cerro del chapulín.
Esta estación funcionó como terminal de esta línea desde su inauguración en 1969, conformando el tramo inicial Zaragoza-Chapultepec, hasta que en abril de 1970 fue llevada a Juanacatlán.

### Remodelación
La estación permaneció cerrada desde la noche del 9 de noviembre de 2023, debido a la remodelación que se está llevando a cabo desde el 2022, con la finalidad de rehabilitar y aumentar la vida útil de la primera línea del metro de la Ciudad de México, inaugurada entre 1969 y 1984. Se espera que las obras de la segunda fase de remodelación (Observatorio-Salto del Agua) concluya durante el año 2025, para que finalmente se reabra toda línea completamente remodelada.
La estación fue reabierta como terminal provisional poniente de la línea el 23 de abril de 2025, tras más de 1 año de obras de modernización, la estación forma parte de la reapertura del tramo Balderas-Chapultepec. La reapertura incluyó que el acceso a la estación sólo se pudiera realizar mediante la tarjeta de movilidad integrada, retirando la posibilidad de ingresar mediante boleto.
De igual forma, se continua con la renovación total de la línea en su segunda fase, en el tramo comprendido desde la estación Observatorio hasta Juanacatlán desde el día 9 de noviembre de 2023 a las 23:00 horas, esto con la finalidad de concluir las obras de modernización las cuales se esperan que ocurran durante el 2025.

### Afluencia
En 2014, Chapultepec se convirtió en la 14° estación más utilizada de la red, al registrar una afluencia promedio de 236,865 pasajeros en día laborable.
La siguiente tabla muestra la afluencia de la estación en los últimos 10 años:
| Afluencia Anual de Pasajeros | Afluencia Anual de Pasajeros | Afluencia Anual de Pasajeros | Afluencia Anual de Pasajeros | Afluencia Anual de Pasajeros | Afluencia Anual de Pasajeros |
| ---------------------------- | ---------------------------- | ---------------------------- | ---------------------------- | ---------------------------- | ---------------------------- |
| Año                          | Afluencia                    | A Diario                     | Ranking                      | Incremento                   | Ref.                         |
| 2024                         | 0                            | 0                            | X                            | -100.00%                     |                              |
| 2023                         | 8,464,430                    | 23,190                       | 39°/187                      | -25.63%                      | [ 6 ]                        |
| 2022                         | 11,382,161                   | 31,184                       | 18°/175                      | +25.20%                      | [ 7 ]                        |
| 2021                         | 9,091,332                    | 24,907                       | 17°/195                      | -8.67%                       | [ 8 ]                        |
| 2020                         | 9,954,625                    | 27,198                       | 18°/195                      | -48.66%                      | [ 9 ]                        |
| 2019                         | 19,388,677                   | 53,119                       | 15°/195                      | +0.13%                       | [ 10 ]                       |
| 2018                         | 19,363,646                   | 53,051                       | 14°/195                      | +0.42%                       | [ 11 ]                       |
| 2017                         | 19,281,783                   | 52,826                       | 173°/195                     | -6.34%                       | [ 12 ]                       |
| 2016                         | 20,586,480                   | 56,247                       | 14°/195                      | -4.70%                       | [ 13 ]                       |
| 2015                         | 21,602,139                   | 59,183                       | 13°/195                      | +5.72%                       | [ 14 ]                       |

## Conectividad

### Salidas
- Norte: Paradero Norte, Paseo de la Reforma, Puerta de los Leones de la 1.ª sección del Bosque de Chapultepec, Secretaría de Salud, Estela de Luz Torre Mayor (S-1).
- Oriente: paradero Oriente, Calle Tampico y Avenida Chapultepec Colonia Roma Norte (S-2).
- Sur: Circuito Interior Bicentenario Av. Maestro José Vasconcelos, colonia Condesa (S-3).
- Poniente: Circuito Interior Bicentenario lado poniente, puerta del Mercado de Flores de la 1.ª sección del Bosque de Chapultepec, colonia San Miguel Chapultepec (S-4).
- Poniente: Circuito Interior Bicentenario lado oriente, puerta del Altar a la Patria de la 1.ª sección del Bosque de Chapultepec, fuente antigua del acueducto (S-5).

### Conexiones
Existen conexiones con las estaciones y paradas de diversos sistemas de transporte:
- Línea 6 (Metro El Rosario por Azcapotzalco y Castilla) y 2 (Corredor Cero Emisiones Metro Pantitlán) del Trolebús.
- Algunas rutas de la Red de Transporte de Pasajeros.(Ruta Metro Chapultepec - Metro Rosario, Metro Chapultepec - Torres de Padierna, Metro Chapultepec/Juanacatlan - Las Águilas Puente Colorado)
- Ruta Verde de la Red de Transporte de Pasajeros (Ecobús Metro Balderas - C.C. Santa Fe).
- Metrobús L7
- Corredor Chapultepec Palmas (ATROLSA)
- Corredor Revolución San Ángel (COREVSA)
- Corredor Chapultepec Aragón (ACASA)
- Corredor Nueva Generación (CONGESA)
- La estación cuenta con un CETRAM.[15][16]

## Sitios de interés
- Bosque de Chapultepec
- Torre Mayor
- Torre BBVA